# Джабо
Джа́бо (ньябо, Jabo) — субетнос у складі гребо, одного з народів кру підгрупи ква нігеро-конголезької групи конго-кордофанської мовної сім'ї.
Люди джабо проживають у лісистій прибережній частині Ліберії (район Великий Гедех), зокрема, на південному сході узбережжя Гребо.
Чисельність встановити важко — дослідник Джонстон (Johnstone) наводить загальне число представників народу гребо в Ліберії — 223 тис. чол. (1993).
Джабо маловивчені. Значне діалектне членування; сильні відцентрові почуття всередині субетнічних груп.
Традиційні заняття джабо — рибальство, підсічно-вогневе землеробство (рис, овочі, маніок, таро та ін.). Розвинуті ремесла — різьблення по дереву і слонячій кістці, гончарство, плетіння тощо.
Основа соціальної структури джабо — сільська община на чолі з вождем та радою старійшин, яка об'єднує великі родини, що походять від спільного предка.
Джабо додержуються традиційної релігії. Особливо розвинутий культ предків. Існують чоловічі і жіночі таємні спілки з усіма їх атрибутами (ініціації, уникання, табу і т.ін.)